# Фредерик, принц Уэльский
Фре́дерик Лу́ис (Лью́ис), принц Уэльский (англ. Frederick Louis/Lewis, Prince of Wales); 20 января (1 февраля) 1707 года, Ганновер — 20 марта 1751 года, Лондон) — старший сын британского короля Георга II, наследник британского престола и отец короля Георга III.
Фредерик, оставленный в Ганновере после переезда родителей в Великобританию, в дальнейшем не смог влиться в семью и всю жизнь оставался в политических разногласиях с отцом. Также, как когда-то Георг II, принц Уэльский сформировал собственный двор в Лестер-хаусе, где кроме участия в политике стал покровителем искусств. Благодаря своей азартной натуре принц увлёкся игрой в крикет и развил в английском обществе интерес к этой игре как к обязательному досугу джентльменов. Политическим планам амбициозного принца Уэльского не суждено было сбыться: Фредерик скончался в возрасте 44 лет, сделав наследником британского престола своего сына Георга.

## Ранняя жизнь

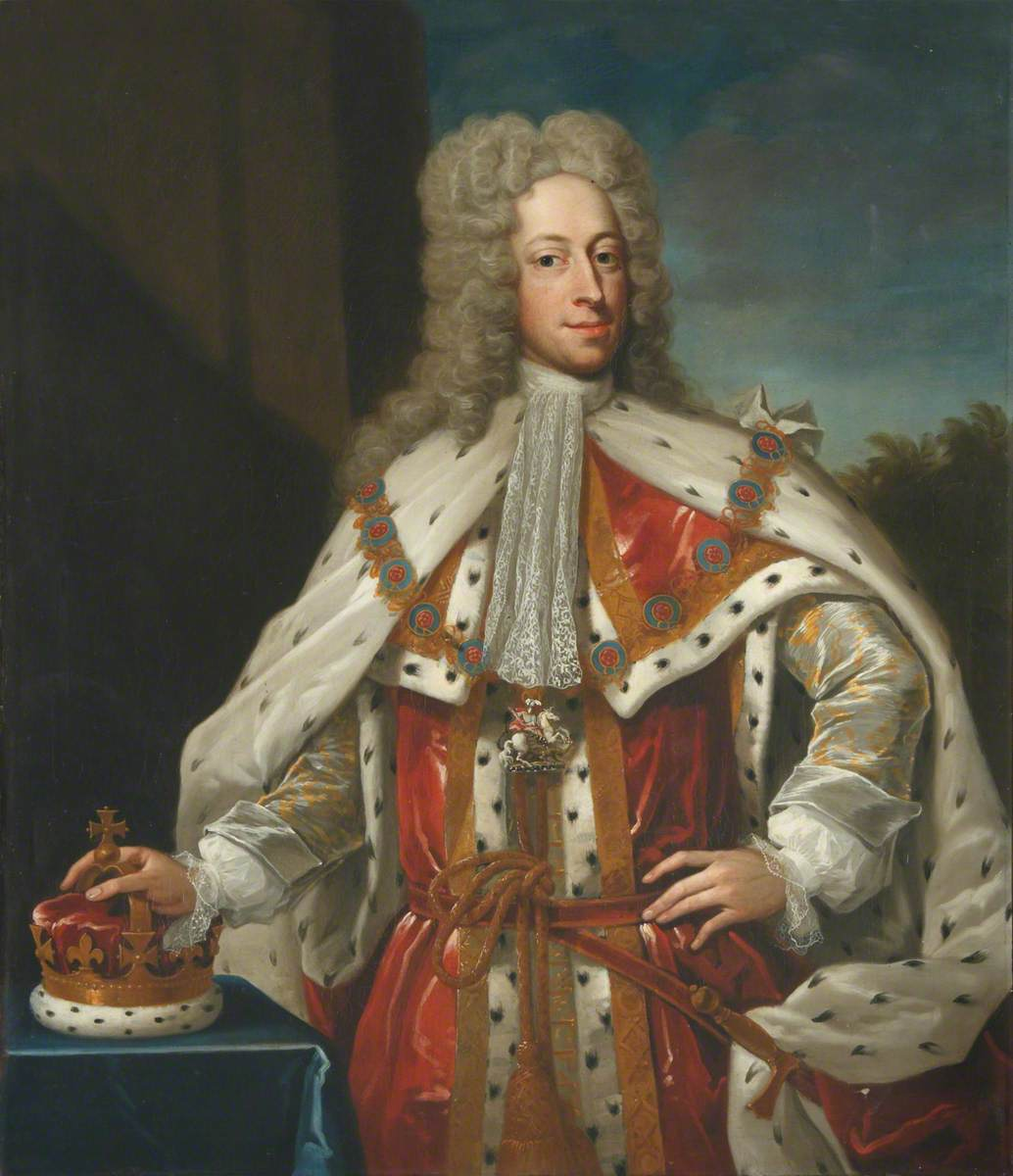
Принц Фредерик на портрете неизвестного автора (ок. 1720-1750)

Принц Фредерик Луис родился 1 февраля 1707 года во дворце Херренхаузена, Ганновер, в семье будущего короля Великобритании курпринца Георга II и его жены, Каролины Бранденбург-Ансбахской; был старшим из девяти детей пары. По отцовской линии Фредерик приходился внуком курфюрсту Ганновера Георгу I, унаследовавшему в 1714 году от своей троюродной тётки корону Великобритании, и Софии Доротее, принцессе Альденской. По материнской линии принц был внуком маркграфа Бранденбург-Ансбахского Иоганна Фридриха и Элеоноры Саксен-Эйзенахской. Мальчик родился практически тайно: при родах присутствовали только доктор и одна акушерка. София Ганноверская считала, что ребёнок Каролины мог родиться мёртвым и был заменён другим ребёнком, неизвестного происхождения. Таинственность рождения принца поддержал и его дед, официально сообщивший о появление на свет принца лишь спустя неделю после его рождения.
Будучи внуком курфюрста Ганновера, с рождения Фридрих получил право именоваться Его Светлейшее Высочество принц Фредерик Ганноверский. Согласно Акту о престолонаследии 1710 года на момент рождения принц занимал четвёртое место в порядке наследования британского престола после своей прабабки, деда и отца. Мальчик был крещён вскоре после рождения на германский манер — Фридрихом Людвигом; восприемниками стали дед принца Георг и король Пруссии Фридрих I. Фредерик имел тяжёлый нос, толстые губы и желтоватый оттенок кожи, за что получил в семье прозвище «грифон».
В год смерти королевы Анны и коронации деда Фредерика его родители и младшие сёстры отплыли в Великобританию, сам же Фредерик Луис по приказу деда остался в Ганновере на попечении Эрнста Августа, младшего брата Георга I; Фредерик являлся представителем династии, не мог навещать родителей и даже после того, как его отец стал принцем Уэльским, именовался на немецкий манер, но с британским титулом — Его Королевского Высочество принц Фридрих Людвиг Ганноверский. Принц Фредерик был разлучён с родными следующие 14 лет.
В 1722 году по распоряжению матери Фредерик, в числе других членов семьи, был вакцинирован против оспы. 26 июля 1726 года Георг I даровал старшему внуку титулы герцога Эдинбургского, маркиза острова Или, графа Элтема, виконта Лонстона и барона Сноудона. Кроме того, ранее, когда принцу было около 11 лет, король даровал ему титул герцога Глостера и произвёл внука в рыцари Ордена Подвязки.

## Принц Уэльский

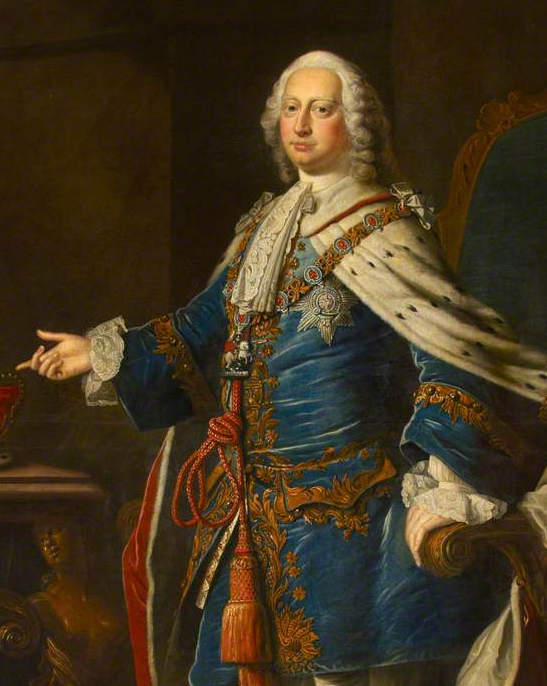
Принц Уэльский на портрете Томаса Хадсона (1750)

В 1727 году умер король Георг I и родители Фредерика стали королём и королевой Великобритании. Однако никто не спешил вызывать нового наследника из Ганновера в Лондон. Сам же Фредерик в это время планировал жениться на Вильгельмине Прусской, старшей дочери своей тётки королевы Пруссии Софии Доротеи, что вызвало недовольство обоих королей — и прусского и британского. В конце 1728 года Георг II всё же послал эмиссаров в Ганновер, чтобы те доставили будущего принца Уэльского на его новую родину.
К этому времени король и королева обзавелись ещё несколькими детьми, в том числе и сыном, и Фредерик, имевший любовниц и долги, любивший азартные игры и розыгрыши, не смог вписаться в семью. Долгая разлука отрицательно сказалась на отношениях родителей и сына. Вскоре после прибытия в Лондон принц занял пост казначея Дублинского университета и оставался на нём вплоть до своей смерти в 1751 году; очевидно, с обязанностями Фредерик Луис справлялся хорошо, поскольку его портрет до сих пор занимает главное место в холле дублинского Тринити-колледжа. Король не торопился с провозглашение Фредерика принцем Уэльским: официальная церемония была проведена только 8 января 1729 года после того, как парламент надавил на короля. Ненависть Фредерика к родителям, в особенности к отцу, привела к тому, что Георг II планировал сделать его правителем Ганновера, а наследником британского престола — другого своего сына, герцога Камберлендского.
Очень скоро, благодаря противостоянию с отцом, Фредерик обратил на себя внимание политической оппозиции. При королевском же дворе любимцем был младший брат Фредерика, Уильям Август, которого к тому времени отец, видя, что его старший сын популярен в Британии, собирался сделать правителем Ганновера. У Фредерика завязались тесные отношения с придворным лордом Херви, с котором принца объединяла и общая любовница — Анна Вейн, которая в июне 1732 года родила сына, названного Фицфредерик Вейн. Отцом ребёнка мог быть кто-то из них, либо же Уильям Стэнхоуп, с которым у Анны также была связь. Кроме того, любовная связь могла существовать и между Фредериком и Херви. Тем не менее, отношения с Вейн привели к ссоре между ними и дружбе пришёл конец. Херви позже с горечью писал, что Фредерик «лгал… не имел ни малейших колебаний, рассказывая всякую ложь, которая служила его истинным намерениям».

## Покровитель искусств

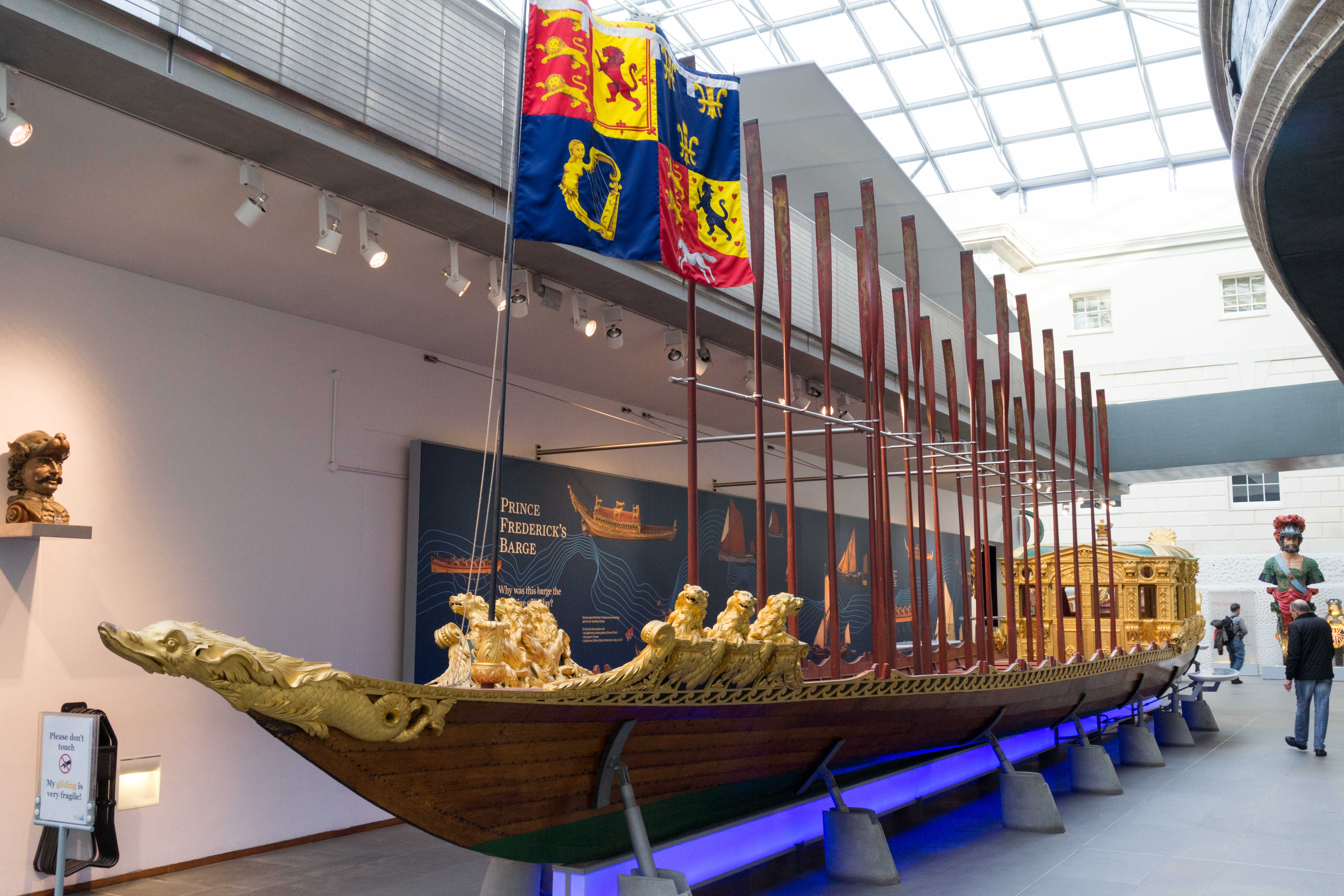
Барка Фредерика на выставке в Национальном морском музее в Лондоне

В 1733 году Фредерик и его группа учредили Дворянскую оперу в Линкольнс-Инн-Филдс в противовес генделевской, поддерживаемой королём опере в Королевском театре на Хеймаркете. Принц Уэльский был любителем музыки, играл на альте и виолончели; он наслаждался естественными науками и искусством и как считал лорд Херви, создавал, таким образом, оппозицию родителям во всём.
Херви и Фредерик (под псевдонимом капитан Бодкин) написали вместе театральную комедию, премьера которой состоялась в октябре 1733 года в театре Друри-Лейн. Постановка была разгромлена критиками и оказалась настолько плоха, что даже руководитель театра считал, что вряд ли удастся организовать постановку даже в первый вечер. Он позвал солдат, рассадил их по аудитории для поддержания порядка, и когда спектакль провалился, зрителям были возвращены деньги.
Результатом меценатства Фредерика стала песня «Правь, Британия, морями!», одна из самых известных патриотических песен Великобритании. Слова песни написал Джеймс Томсон, а музыку — композитор Томас Арн. Впервые песня была исполнена 1 августа 1740 года на маскараде Альфреда в Кливдене, загородной резиденции принца и принцессы Уэльских. Томсон, поддерживавший политику принца, посвятил ему свою раннюю работу под названием Liberty.
В противоположность королю Фредерик был знающим ценителем живописи, покровительствовал художникам-иммигрантам, таким как Якопо Амигони и Жан Батист Ван Лоо, который написал портрет Фредерика и его супруги для Уильяма Палтни. Также принц Уэльский был покровителем Филиппа Мерсье, Джона Вуттона, Джорджа Нептона, Джозефа Гоупи и ряда других художников и архитекторов рококо. Ныне сохранилась барка Фредерика в нео-палладианском стиле, дизайн которой был разработан Уильямом Кентом, ранее располагавшаяся во дворце в Кью, в котором жила вдова Фредерика Августа и который был снесён в 1802 году.

## Семейная жизнь
Несмотря на первоначально отрицательное отношение к возможному браку Фредерика и Вильгельмины Прусской со стороны отцов принца и принцессы, Георг II продолжил переговоры с Фридрихом Вильгельмом I о браке детей, чему был рад и сам Фредерик, хотя никогда не виделся со своей предполагаемой невестой. Георг был не в восторге от предложения и продолжал переговоры исключительно из дипломатических соображений. Раздосадованный задержкой Фредерик отправил собственного посланника к прусскому двору. В ответ на это разгневанный Георг II отозвал сына в Великобританию из Ганновера. Переговоры провалились окончательно, когда прусский король потребовал, чтобы Фредерика сделали регентом Ганновера.
Другой претенденткой на роль невесты принца Уэльского была Диана Спенсер, дочь Чарльза Спенсера, графа Сандерленда, и Анны Черчилль. По матери леди Диана была любимой внучкой могущественной герцогини Мальборо — фаворитки королевы Анны. Инициатором возможного королевского брака была именно герцогиня, которая давала Диане огромное по тем временам приданое в £ 100 000. Фредерик, имевший огромные долги был согласен на брак, но против предложения выступили Роберт Уолпол и король Георг II. В итоге леди Диана стала женой Джона Рассела, который был на момент заключения брака предполагаемым наследником старшего брата.
В 1736 году король и королева устроили брак Фредерика: в жёны ему была выбрана Августа Саксен-Готская, младшая дочь Фридриха II Саксен-Гота-Альтенбургского и Магдалены Августы Ангальт-Цербстской; брак был заключён в Сент-Джеймсском дворце под руководством епископа лондонского Эдмунда Гибсона. Фредерик, славившийся своими любовными похождениями, после свадьбы остепенился. И хотя невеста, выбранная родителями, понравилась Фредерику, но отношения с ними так и не наладились.
В мае 1736 года Георг II, пребывавший в Ганновере, решил вернуться в Великобританию из-за снижения его популярности; к воротам Сент-Джеймсского дворца даже была прикреплена сатирическая листовка. Королю пришлось возвращаться в плохих погодных условиях; его корабль попал в бурю и по Лондону поползли слухи, что король утонул в море. Королева Каролина была подавлена и испытывала отвращение к бесчувственности Фредерика, который закатил грандиозный пир, пока бушевала буря. Во время регентства королевы принц Уэльский пытался несколько раз помириться с матерью, в которой он видел успешного представителя раздражительного короля. Георг, в конце концов, вернулся в Великобританию январе 1737 года, но был болен и слёг в постель. Фредерик стал распространять сплетню о том, что король умирает, и Георгу, несмотря на плохое самочувствие, пришлось посещать официальные мероприятия, чтобы пресечь все неприятные слухи.
Фредерик обратился к парламенту с требованием увеличить его денежное содержание, в чём ему ранее отказал король и что вбило новый клин в отношения между сыном и родителями. По совету Уолпола требование Фредерика было частично удовлетворено с целью погасить конфликт.
В июне 1737 года Фредерик уведомил родителей, что Августа беременна и должна родить в октябре. На самом деле срок наступал гораздо раньше и в конце июля, когда у Августы начались роды, Фредерик под покровом ночи перевёз жену из королевской резиденции, чтобы ни король, ни королева не смогли присутствовать при родах. Георг и Каролина были оскорблены поведением сына. Традиционно свидетелями королевских родов были члены семьи и старшие придворные, чтобы исключить возможность подмены; Августа же вместо спокойных родов в кругу приближённых вынуждена была ездить 1,5 часа в дребезжащей карете пока шли схватки. В компании двух дочерей и лорда Херви Каролина помчалась в Сент-Джеймсский дворец, куда увёз жену Фредерик, где с облегчением обнаружила, что Августа родила «бедную, некрасивую маленькую мышку» вместо «большого, здорового, тучного мальчика»; то, каким родился ребёнок, исключило возможность подмены. Обстоятельства рождения девочки усугубили отчуждение между матерью и сыном. Согласно лорду Херви, Каролина однажды заметила, увидев Фредерика, «Смотри, вот он идёт — этот негодяй! — этот злодей! — я желаю, чтобы земля тут же разверзлась и утащила этого монстра в самые глубины ада!»
Фредерик был отлучён от двора и переселён в Лестер-Хаус, как когда-то и его родители. И так же, как Георг и Каролина, Фредерик сформировал здесь собственный двор, находившийся в оппозиции к королевскому двору. В ноябре 1737 года мать Фредерика была уже серьёзно больна. Король отказал Фредерику, когда тот попросил пропустить его к матери, чему сама Каролина подчинилась; она отправила сыну послание через Уолпола, в которого сообщила, что прощает его. 20 ноября королева скончалась, 17 декабря её тело было захоронено в Вестминстерском аббатстве. Фредерик на похороны матери допущен не был.
После смерти матери принц Уэльский стал примерным семьянином: вместе с женой и 8 детьми принц поселился в Кливдене, где часто охотился и рыбачил. В 1742 году Уолпол оставил должность премьер-министра; реорганизация правительства привела к «оттепели» в отношения отца и сына, да и друзья Фредерика приобрели влияние при дворе. После второго якобитского восстания Фредерик познакомился с Флорой Макдональд, которая была заключена в Тауэр за пособничество в побеге лидера восстания Карла Эдуарда Стюарта. Принц Уэльский способствовал окончательному освобождению Флоры. В 1747 году Фредерик вернулся к политической оппозиции, на что король ответил организацией досрочных всеобщих выборов, на которых партия Фредерика была разгромлена.

## Крикет
К моменту прибытия Фредерика в Великобританию, крикет уже сформировался как весьма популярный, азартный и процветающий командный спорт. Возможно, желая ассимилироваться в Великобритании и влиться в местное общество, принц развил в себе академический интерес к крикету, а позже стал настоящим энтузиастом. Он стал делать ставки, покровительствовать игрокам, играл и даже несколько раз сам создавал команду.
Самое раннее упоминание Фредерика в связи с крикетом произошло в отчёте по главному матчу 28 сентября 1731 года между командами Суррея и Лондона. Записи указывают на то, что была установлена специальная площадка и ограждена верёвкой для удобства игроков. Эта практика была новой в 1731 году и с большой вероятностью частично была сделана для удобства королевских особ. Реклама ссылалась на «весь Суррей» как на оппонентов лондонской команды и присутствие принца Уэльского на игре.
В августе 1732 года Whitehall Evening Post сообщили, что Фредерик посетил «отличный матч по крикету» в Кью в четверг 27 июля.
В сезоне 1733 года Фредерик всерьёз увлёкся игрой, фактически войдя в команду графства Суррей. Он распорядился выдать гинею каждому игроку в матче Суррея и Миддлсекса в Моулзи Хёрст. Затем он наградил серебряным кубком объединённую команду Суррея и Миддлсекса, разгромившую команду Кента, пожалуй, лучшую команду на тот момент, в Моулзи Хёрст 1 августа. Это было первое зарегистрированное получение любого приза (кроме наличных) в истории крикета. В пятницу 31 августа принц Уэльский сыграл с сэром Уильямом Гейджем. Результат игры неизвестен; также предположительно это был матч между Сурреем и Сассексом. В последующие годы Фредерик выступал и в роли покровителя, и в роли случайного игрока.
Когда он умер 20 марта 1751 года, крикет получил двойной удар, поскольку смерть принца последовала вскоре после смерти Чарльза Леннокса, крупнейшего финансового покровителя игры того времени. Из-за этого количество первоклассных матчей уменьшалось в течение нескольких последующих лет, хотя экономические трудности и приоритеты войны того времени также мешали потенциальным инвесторам.

## Смерть и наследие

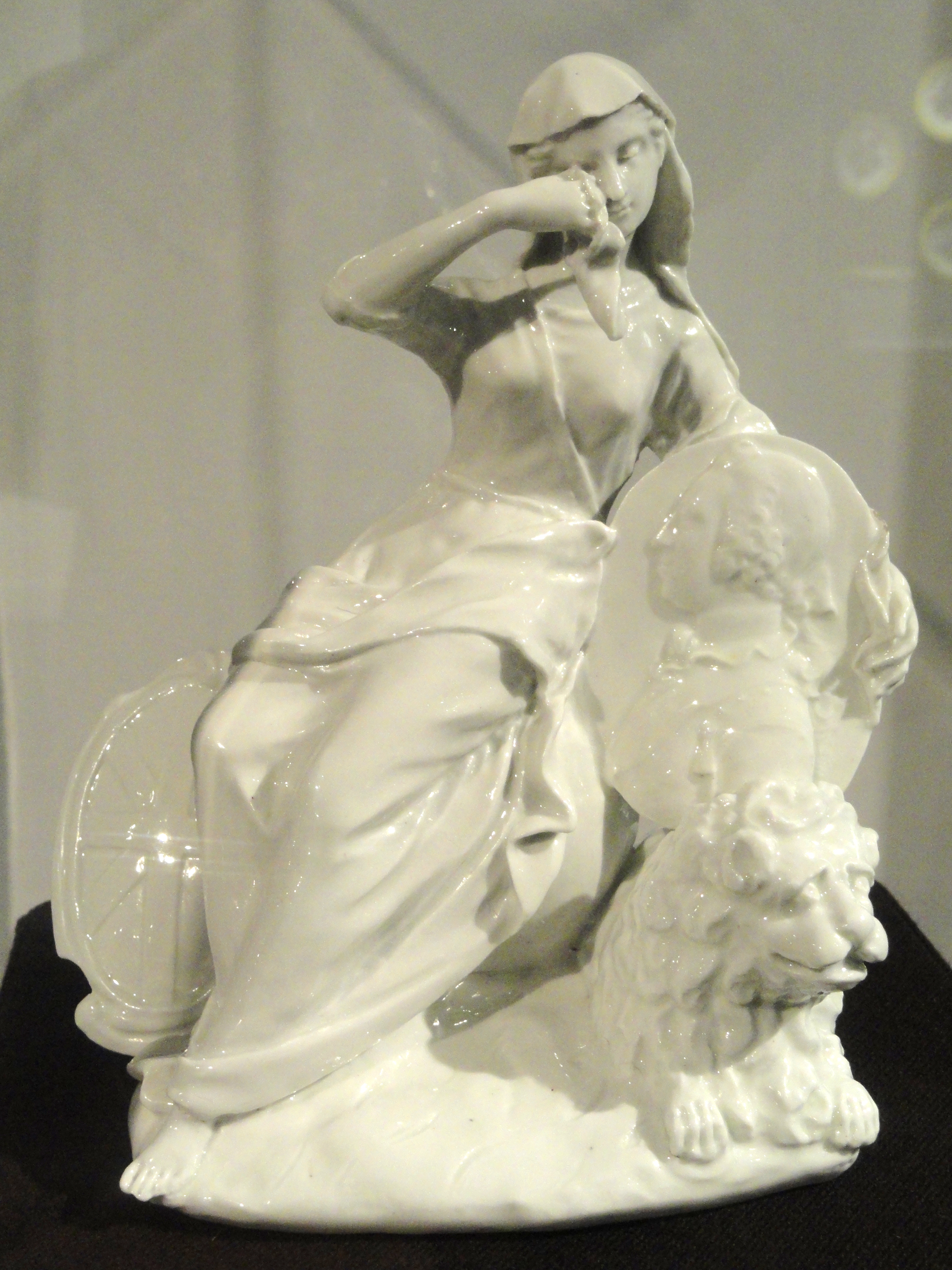
Британия скорбит о смерти принца Уэльского, ок. 1751

Политическим амбициям Фредерика не суждено было сбыться: он скончался в Кливдене в возрасте 44 лет. Смерть наступила из-за прорыва нарыва в лёгком, причиной чего историки часто считают удар во время игры в крикет или теннис, хотя это невозможно доказать. Тело принца Уэльского было погребено в Вестминстерском аббатстве 13 апреля 1751 года. Наследником престола стал старший сын Фредерика, Георг Уильям Фредерик, ставший королём в 1760 году.
На смерть принца Уэльского была написана следующая анонимная эпиграмма (вольный перевод С. Маршака и А. Васильева):
| «Here lies poor Fred who was alive and is dead, Had it been his father I had much rather, Had it been his sister nobody would have missed her, Had it been his brother, still better than another, Had it been the whole generation, so much better for the nation, But since it is Fred who was alive and is dead, There is no more to be said!» | Прохожий, спит здесь Фред, Кой жил и коего уж нет. Умри его отец, Мы прошептали б: «Наконец!» Сойди в могилу Фредов брат, Легко вздохнул бы стар и млад. Скончайся Фредова сестра, Воскликнули бы мы: «Пора!» А пресекись весь Фредов род, Уж как бы ликовал народ! Но коль преставился лишь Фред, То никому и дела нет. |

В честь Фредрика были названы Фредериксбург в Виргинии, Принц Фредерик в Мэриленде и Форт Фредерика в Джорджии.

## Потомство
В браке с Августой Саксен-Готской у Фредерика родилось пятеро сыновей и четыре дочери:
- Августа Фредерика Луиза (1737—1813) — была замужем за Карлом Вильгельмом, герцогом Брауншвейг-Вольфенбюттельским, от которого родила семерых детей, среди которых герцог Брауншвейг-Вольфенбюттельский и королева-консорт Великобритании;
- Георг Уильям Фредерик (1738—1820) — король Великобритании с 1760; был женат на Шарлотте Мекленбург-Стрелицкой, дочери Карла Мекленбург-Стрелицкого и Елизаветы Альбертины Саксен-Гильдбурггаузенской; в браке родилось 15 детей, среди которых два короля Великобритании, король Ганновера и отец королевы Виктории;
- Эдвард Август (1739—1767) — герцог Йоркский и Олбани; не женат, детей не имел;
- Елизавета Каролина (1741—1759) — замужем не была, детей не имела;
- Уильям Генри (1743—1805) — герцог Глостерский и Эдинбургский; был женат на Марии Уолпол, внучке[англ.] премьер-министра Великобритании Роберта Уолпола и вдове Джеймса Уолдгрейва, графа Уолдгрейва; в браке родилось трое детей: две дочери[англ.] и сын;
- Генри Фредерик (1745—1790) — герцог Камберлендский и Стратернский; был женат без разрешения короля на вдове Анне Хортон, детей не имел;
- Луиза Анна (1749—1768) — замужем не была, детей не имела;
- Фредерик Уильям (1750—1765) — не женат, детей не имел;
- Каролина Матильда (1751—1775) — была замужем за королём Дании и Норвегии Кристианом VII, разведена по обвинению в супружеской измене; в браке родилось двое детей — будущий король Фредерик VI и принцесса Луиза Августа, отцом которой по слухам был реформатор Струэнзе.